# یوشیکی هیراکی
یوشیکی هیراکی (انگلیسی: Yoshiki Hiraki؛ زادهٔ ۱۷ اکتبر ۱۹۸۶) بازیکن فوتبال اهل ژاپن است.
از باشگاه‌هایی که در آن بازی کرده‌است می‌توان به باشگاه فوتبال ناگویا گرامپوس اشاره کرد.